# Automatische scanning
Automatische scanning is een specifieke vorm van scanning voor personen met een motorische handicap.
Bij automatische scanning gaat het systeem (de computer of de elektronica) de verschillende mogelijkheden automatisch een voor een overlopen.  Dit gebeurt volgens een instelbaar tijdsinterval, bijvoorbeeld 1 seconde, elke seconde wordt dan de volgende mogelijke keuze aangeduid.  Indien de gewenste mogelijkheid wordt aangeduid, drukt de gebruiker op een eenfunctieschakelaar, hierdoor maakt hij/zij zijn keuze duidelijk.